# マルクスブルク城

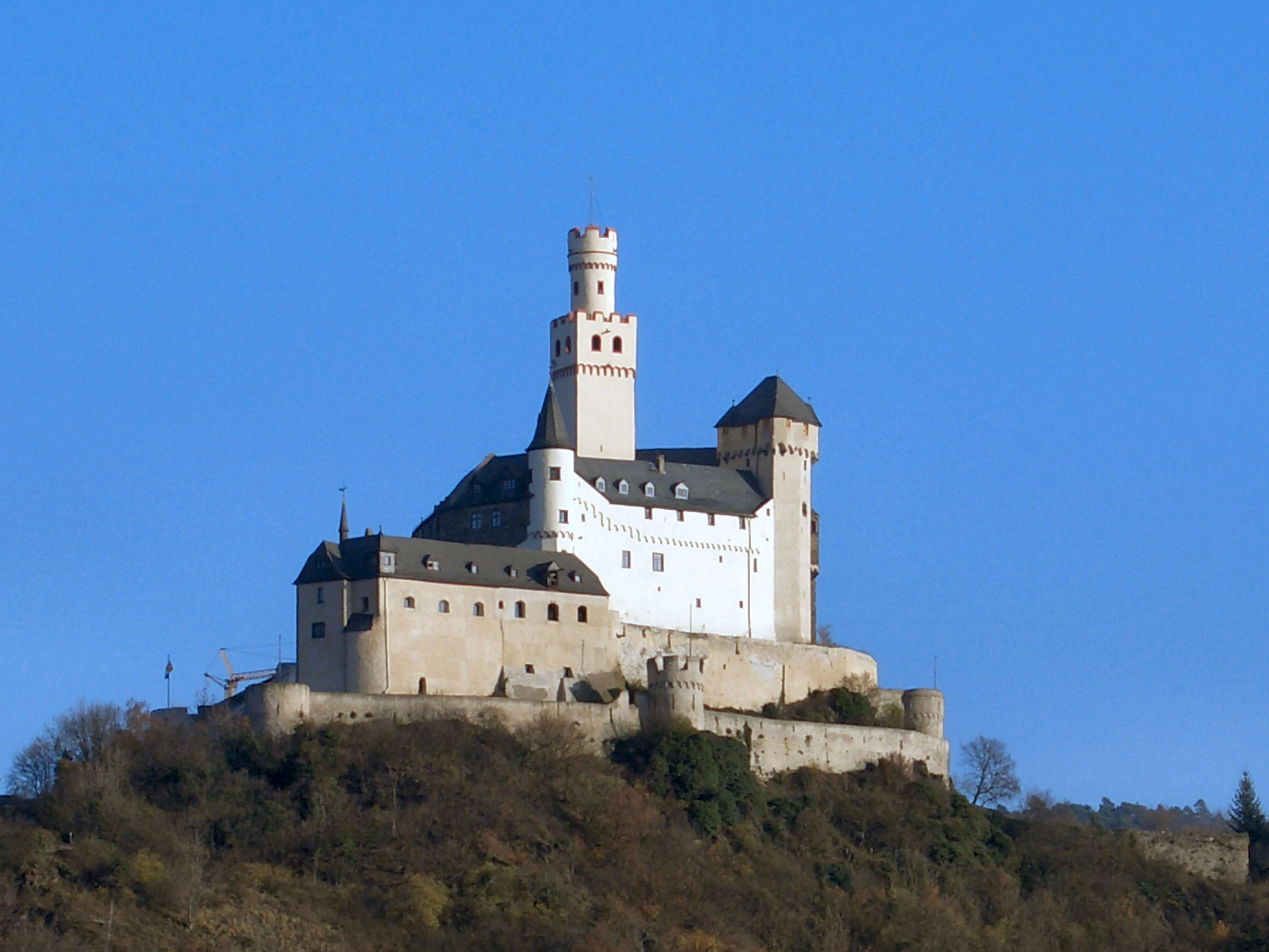
マルクスブルク城

マルクスブルク城（Marksburg）は、ドイツ、ラインラント＝プファルツ州のブラウバッハに建つ城。ライン地方の城の中で戦乱による破壊を免れ、中世の面影を残す唯一の遺構である。城の名前は福音記者聖マルコに因む。

## 歴史

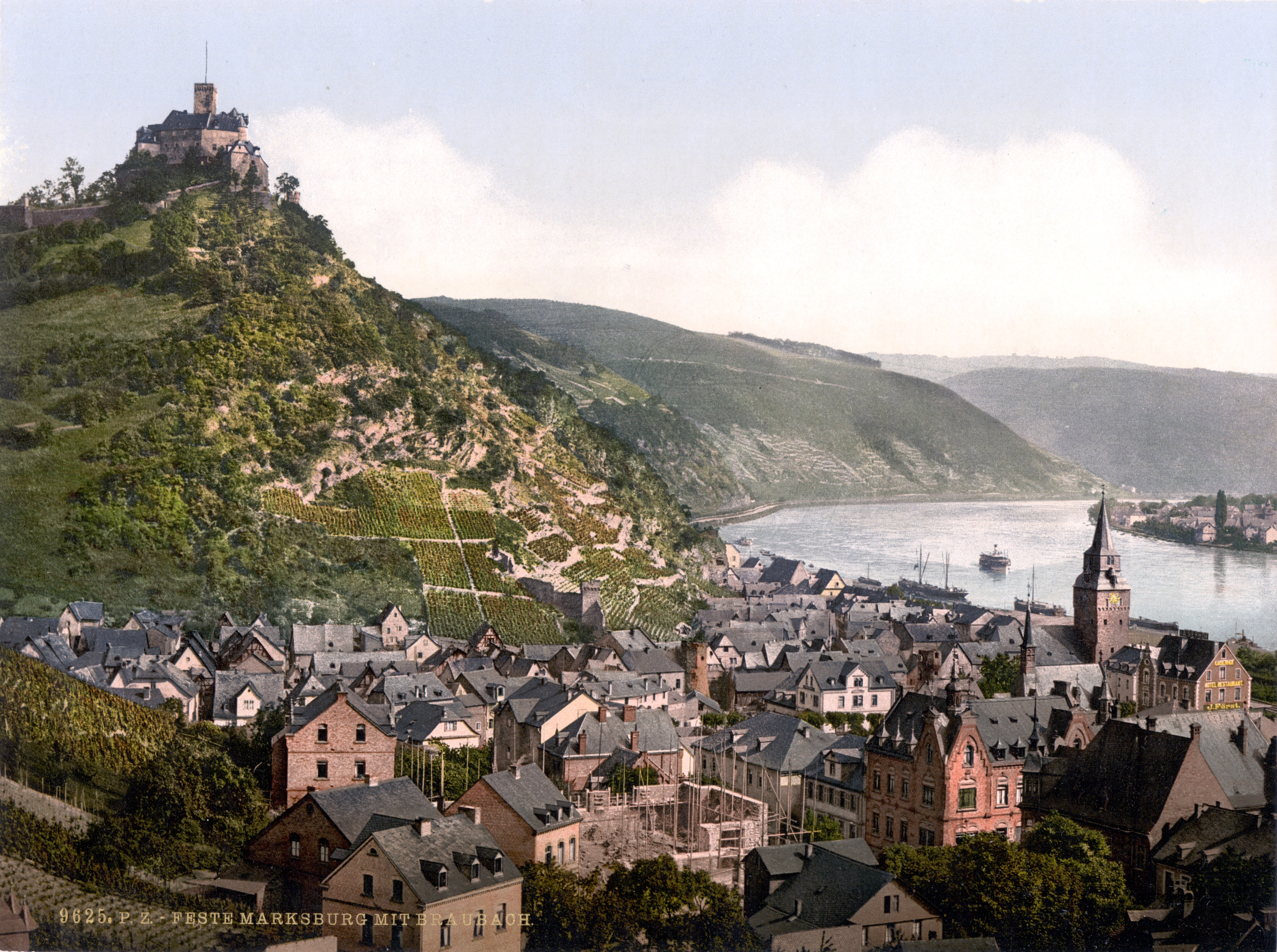
マルクスブルク城

12世紀頃、街の防および税関施設として建設された。13世紀初頭エプスタイン家が所有。15世紀に外壁が増築され、17世紀の30年戦争ではライン川河畔の城として唯一陥落を免れた（したがって保存状態は極めて良い）。1866年にはプロイセン王国の所有となり、1899年、ヴィルヘルム2世によって現所有者の先祖に与えられ、現在に至る。

## 現状
- 1900年に城郭の保全を目的とした団体ドイツ城郭協会（ドイツ語版）が購入し、本部として使用している[1]。
- 内部のキッチン、大広間、領主たちの寝室、牢獄、武具の展示などを見て回ることができる。
- 2002年以降、ユネスコの世界遺産、ライン渓谷中流上部に含まれる。

## 参考資料
J・E・カウフマン、H・W・カウフマン共著、ロバート・M・ジャーガ絵、中島智訳「中世ヨーロッパの城塞 攻防戦の舞台となった中世の城塞、要塞、および城壁都市」マール社